# Liste der Rektoren des Comtats Venaissin
Der Rektor regierte und verwaltete im päpstlichen Auftrag die kirchenstaatliche Enklave Comtat Venaissin (Grafschaft Venaissin).
| - Guillaume de Villaret (1274–1284 oder 1287) - Henri de Gibertis (Gibert oder Gibiers) (1287–1289) - Philippe de Bernisson (Brénizon) (1290–12…) - Jean de Grillac (Grallin) (12…–1295) - Nicolà de Franzesi (1297–1299) - Mathias de Chiéti dit Matthieu de Chéate (1299–1302) - Ruggero de Spini und Jean Arthenisi (1302–1303) - Guillaume de Mandagout (1303–1310) - Raymond Guilhem de Budos (1310–1317) - Arnaud de Trian (1317–1334) - Pierre Guilhem de Budos (1335–1341) - Jean Arpadelle (1342–1343) - Hugues de la Roche (1344–1353) - Guillaume de Roffiac (1353–1362) - Philippe de Cabassole (1362–1370) - Étienne Aubert (1370–1371) - Aymard V. de Poitiers-Valentinois (1372–1376) - Guillaume III. Roger de Beaufort, vicomte de Turenne (1376–1379) - Henri de Sévery (1379–1390) - Odon de Villars (1390–1392) - Pons de Langeac (1393–1394) - Gaston de Moncada (1395–1397) - Antoine de Luna (1397–1398) - Jean de Alzenno (1399–1400) - Pons de Langeac (1402) - Antoine de Luna (1403–1408) - Rodrigue de Luna (1408–1410) - Jean de Poitiers-Valentinois (1410–1422) - Jacques de Complo (1424) - Piero Cottini (1424–1431) - Marco Condolmerio (1432) - Onifre Francesco de San-Severino (1432–1433) - Jean de Poitiers-Valentinois (1433) - Roger de Foix (1433–1459) - Angelo Geraldini (1459–1460) - Constantin Heruli (1460–1472) - Jean Bayle (1473) - Frédéric de Saluces (1474) - Édouard de Messey (1475) - Renaud de Bourbon (1475–1476) - Angelo Geraldini (1476–1478) - Jean Rosa (1478–1479) - Amalric, Bischof von Vaison (1479–1482) - Jean Casaletti (1482) - Rodolfo Bonicafio (1482) - Guillaume Adhémar de Monteil (1483–1485) - Constantin Heruli (1485–1490) - Jean-André Grimaldi (1490–1495) - Clemente Grosso della Rovere (1495–1502) - Galeotto Franciotti della Rovere (1502–1503) - Louis de Rochechouart (1503–1505) (Haus Rochechouart) - François d’Estaing (1505–1509) - Angelo Leonti (1510–1511) - Jean de Montaigut (1511–1513) - Pierre de Valetaris (1513–1514) - François de Villeneuve (1514) - Pierre de Brie (1515) - Giscard de Corneillan (1516–1541) - Paul Sadolet (1541–1547) - Andrea Recuperati (1547–1553) - Jacques Marie Sala (1553–1554) | - Antonio Vacca (1554–1555) - Antonio Paolo Toscomi (1555) - François de Castellane (1555–1560) - Paul Sadolet (1560–1561) - Laurent de Tarascon (1561–1565) - Pierre Sabatier (1565–1566) - François de Castellane (1566) - Jean de Roquelaure (1566–1567) - Paul Sadolet (1567–1572) - Gaspard du Pont (1572) - Jacques Sacrati (1572–1577) - Dominique Grimaldi (1577–1584) - Pompée Rocchi (1584–1586) - François Argolici (1586–1587) - Jacques Sacrati (1588–1593) - Guillaume de Cheisolme (1593) - Achille Gimnasi (1593–1594) - Geronimo Leopardi (1594–1598) - Horace Capponi (1598–1600) - Jean de Tulle (1600–1605) - Jacques Raccamador (1605–1607) - Horace Capponi (1607–1609) - Balthazare Gaddi (1609–1614) - Cosme Bardi (1614–1615) - Octavio Mancini (1615–1616) - Cosme Bardi (1616–1621) - Cesare Racagna (1621–1627) - Antonio Brunacchi (1627) - François de Suarès (1627) - Persio Caraccio (1627–1630) - Jean Baptiste Bongo (1630–1637) - Jean Cosme Keermans (1637–1643) - Guido Balde Gallo (1643–1644) - Jean Cosme Keermans (1644–1652) - Marius Buti (1652–1657) - Cesare Salvani (1657–1664) - Farulfe de Montemarte (1664–1672) - Michele Antonio de Vibo (1672–1682) - Jean Raszoni (1682–1689) - Philippe Onofri (1689–1696) - Scipio Zanelli (1696–1697) - Flavio Barbarossa (1698–1702) - François-Marie Abbati (1702–1707) - Bernardino Giunigi (1707–1711) - Charles-François Gallarini (1711) - François-Marie Abbati (1711–1712) - Alexandre François Codebo (1712–1716) - Octavio Gasparini (1716–1733) - Azzolini Cervini (1733–1738) - Alessandro Guiccioli (1738–1745) - Joseph-Dominique d’Inguimbert, dit dom Malachie (1745) - Gaspard de Sainte-Croix (1745–1753) - Tomasso Galli (1753–1755) - Fortunato Savini (1755–1758) - Charles Manzoni (1758–1768) - Vakanz des Rektorats (1769–1773) - Denis-François-Régis Valoris (1774–1776) - Jules-César Zollio (1776–1785) - Joseph Beni (1785–1787) - Christiforo Pieracchi (1787–1790) - Filippo Casoni (1790–1791) |